# Brad Finstad

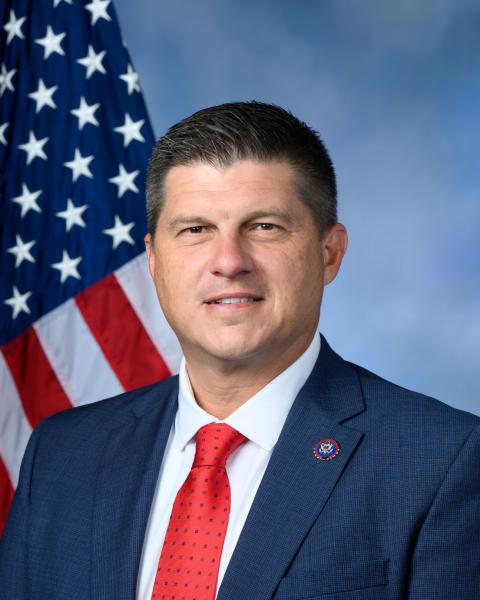
Abgeordnetenporträt zum 117, Kongress

Bradley „Brad“ Howard Finstad (* 30. Mai 1976 in New Ulm, Minnesota) ist ein US-amerikanischer Politiker der Republikanischen Partei. Seit 2022 vertritt er den 1. Kongresswahlbezirk des Bundesstaates Minnesota im Repräsentantenhaus der Vereinigten Staaten.

## Familie, Ausbildung und Beruf
Finstad stammt aus Minnesota, wo er auch die High School besuchte. Er erwarb eine Bachelor an der University of Minnesota in Minneapolis. Er arbeitet von Farmer und als landwirtschaftlicher Berater. Außerdem war er Geschäftsführer des Verbands der Truthahnhalter in Minnesota und des Center for Rural Policy & Development, eine überparteiliche Organisation, die politische Entscheidungsträger in ländlichen Angelegenheiten berät. Von 2017 bis 2021 war er Direktor des Bereichs Ländliche Entwicklung in Minnesota des US-Landwirtschaftsministeriums.
Finstat lebt mit seiner Frau und sieben Kinder in der Nähe von New Ulm.

## Politik
Finstad war 2001 bis 2002 Mitarbeiter des Kongressabgeordneten Mark Kennedy. Im Mai 2002 wurde er als Staats Abgeordneter in das Repräsentantenhaus von Minnesota gewählt für den Bezirk 21b. Damit gehörte er dem Parlament seit Juli 2002 an. In dieser Position wurde er zweimal wieder gewählt und gehörte dem Parlament bis 2008 an.
Mit dem Tod des Abgeordneten Jim Hagedorn wurde der 1. Kongressbezirk vakant. Findstad bewarb sich um die republikanische Nominierung in der Vorwahl in einem Feld von 10 Bewerbern und gewann mit 38 % der Stimmen. In der Nachwahl zum Repräsentantenhaus im August 2021 setzte er sich gegen den Kandidaten der Demokraten Jeff Ettinger mit 50,7 % der Stimmen durch. Er gehört dem Repräsentantenhaus seit dem 9. August 2022 an. In der regulären Kongresswahl 2022 gewann er in dem Wahlbezirk an der Südgrenze Minnesotas zunächst die republikanische Vorwahl mit 76 % und die Hauptwahl im November 2022 mit 53,9 % gegen den Demokraten Jeff Ettinger. Während des 118. Kongresses stimmte er im Dezember 2023 als Verbündeter Von Tom Emmer gegen den Ausschluss von George Santos. Bei seiner Wiederwahl 2024 zum 119. Kongress gewann Finstad zunächst die Vorwahl mit 90,9 % und die Hauptwahl gegen die Demokratin Rachel Bohman mit 58,6 %.
Seine jetzige Amtszeit im Repräsentantenhaus des 119. Kongresses endet im Januar 2027.